# Казарновська Любов Юріївна
Любов Юріївна Казарновська (рос. Любовь Юрьевна Казарновская; нар. 18 липня 1956, Москва) — радянська і російська оперна співачка (сопрано), педагог, професор. Путіністка, російська шовіністка та українофоб. Фігурант бази даних центру «Миротворець».

## Біографія
Любов Казарновська народилася 1956 року в Москві в родині генерала Юрія Гнатовича та філолога Лідії Олександрівни Казарновських. Навчалася на факультеті музкомедії Гнесінського інституту та Московської державної консерваторії імені П. І. Чайковського. Дебютувала у 21-річному віці на сцені московського Московського академічного музичного театру (МАТМ) імені К. С. Станіславського і Вл. В. Немировича-Данченка в партії Тетяни («Євгеній Онєгін» Петра Чайковського). З 1974 по 1978 роки проживала в Єревані. Закінчила консерваторію в 1982 році, аспірантуру консерваторії в 1985 році (клас Олени Шумілової).
У 1981—1986 роках Любов Казарновська продовжувала сольну кар'єру МАМТ імені К. С. Станіславського та Вл. В. Немировича-Данченка. Співала провідні партії в «Іоланті» Петра Чайковського, «Паяцах» Руджеро Леонкавалло, «Богемі» Джакомо Пуччіні, «Сказанні про невидимий град Кітеж» Миколи Римського-Корсакова та інших операх.

У 1986—1989 роках вона була солісткою Ленінградського академічного театру опери і балету імені С. М. Кірова.
|  | — Хто ви - співоча актриса або граюча співачка? - Співоча актриса. Коли я була на третьому курсі консерваторії, мені подарували записи молодої Каллас, її дебют в Гранд-опера. Я слухала до одуріння. Але з тих пір я дотримуюся правила: краще бути першою Казарновською, ніж 25-ю Каллас. |

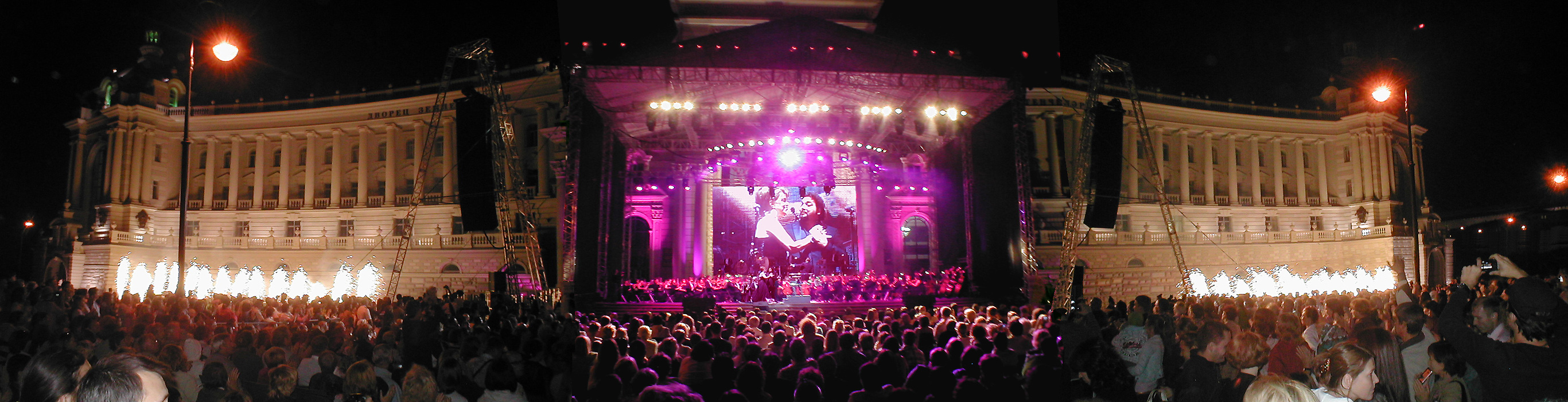
Любов Казарновська та італійський тенор Леонардо Громенья на фестивалі «Казанська осінь» перед Палацом землеробів на Палацовій площі Казані в 2011 році

З 1989 року Любов Казарновська виступає за кордоном, починаючи з виступу на Зальцбурзькому фестивалі 1989 року в Реквіємі Дж. Верді. Виконувала провідні ролі на сцені Нью-йоркської Метрополітен-опера з 1992 року, Міланській Ла Скала з 1996 року.
Займається з молодим українським виконавцем Артемом Семеновим, більше відомим як травесті-діва Урсула, одним з небагатьох, хто одночасно володіє і унікальним жіночим сопрано, і чоловічим тенором.

## Громадська діяльність
У 1997 році співачка заснувала «Фонд Любові Казарновської» для підтримки російської опери. З 2012 року є співзасновником і лідером фонду «Культурно-просвітницький рух „Сприяння творчому освіту“». З травня 2015 року Любов Казарновська є головою опікунської ради «Академії Святкової Культури».
У 2011 році була членом журі проекту першого каналу «Привид Опери». З 3 березня по 26 травня 2013 року була однією з чотирьох членів журі першого сезону шоу «Один в один!». З 2 березня 2014 року — член журі шоу перевтілень «Точнісінько» на Першому каналі. У 2015 році була членом журі від Росії на конкурсі пісні «Євробачення-2015».
Влітку 2015 року Любов Казарновська відвідала територію Нагірного Карабаху, де провела майстер-клас в музичному коледжі. Міністерство закордонних справ Азербайджану розкритикувало дію співачки та внесло Казарновскую в список осіб, яким заборонений в'їзд в Азербайджан.

## Особисте життя
У 1989 році Любов Казарновська вийшла заміж за австрійського продюсера Роберта Росцика. У 1993 році у пари народився син Андрій.

## Репертуар
В репертуарі Любов Казарновської понад 50 оперних партій. За відомостями персонального сайту співачки, улюблені ролі:
- «Бал-маскарад» Джузеппе Верді — Амелія
- «Травіата» Джузеппе Верді — Віолетта
- «Сила долі» Джузеппе Верді — Леонора
- «Саломея» Ріхарда Штрауса — Соломія
- «Євгеній Онєгін» Петра Чайковського — Тетяна
- «Тоска» Джакомо Пуччіні — Туга

## Нагороди та премії
- Премія Ленінського комсомолу (1986) — за виконання оперних партій та концертні програми 1982—1985 років. У ряді видань вказується кілька почесних звань, однак сама співачка стверджує, що взагалі ніякого звання не має[8][9].

## Фільмографія
- 1988 — Циганський барон — вокал Саффі (роль Кіри Данилової)
- 2005 — Ганна — Анна Романова, співачка
- 2005 — Темний інстинкт

Озвучення
- 1959 (дубляж 2008 року) — Спляча красуня — Малефісента[10][11][12]